# Moskauer Staatliches Akademisches Sinfonieorchester
Das Moskauer Staatliche Akademische Sinfonieorchester (russisch Московский государственный академический симфонический оркестр, kurz МГАСО; englisch Moscow State Symphony Orchestra, kurz MSSO) ist ein russisches Orchester mit Sitz in Moskau.

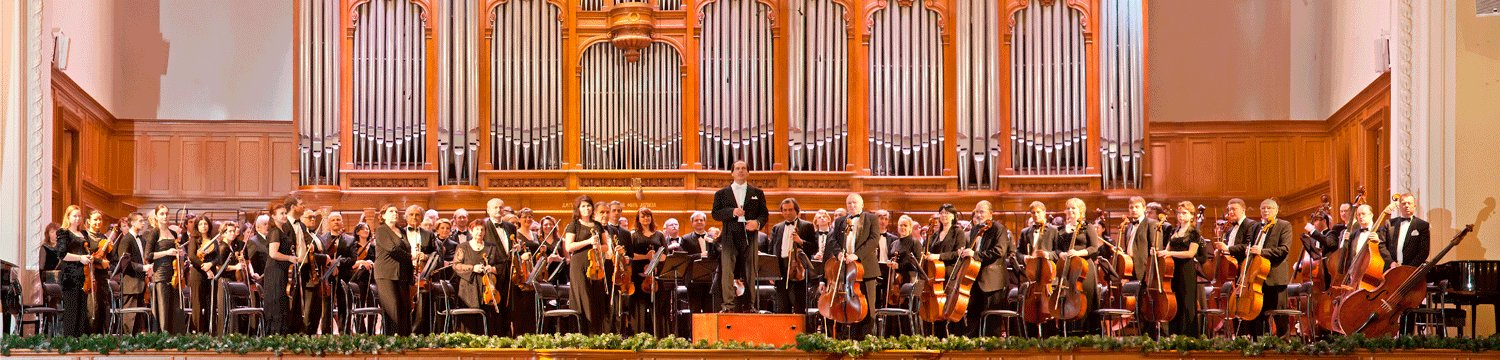
Moskauer Staatliches Akademisches Sinfonieorchester

## Geschichte
Gegründet wurde das Orchester von der sowjetischen Regierung im August 1943. Erster Chefdirigent war der am Bolschoi-Theater tätige Lew Steinberg, der das Orchester bis zu seinem Tod 1945 leitete. Seine Nachfolger waren Nikolai Anossow, Leo Ginsburg, Mikael Terian und Weronika Dudarowa. In dieser Zeit pflegte das Orchester insbesondere das russische sowie sowjetische Repertoire und brachte Werke u. a. von Nikolai Mjaskowski, Sergei Prokofjew, Dmitri Schostakowitsch und Reinhold Glière zur Uraufführung. Vor allem Weronika Dudarowa prägte als eine der ersten und am längsten amtierenden Chefdirigentinnen der Sowjetunion von 1960 bis 1989 das Profil des Klangkörpers. Sie erweiterte den Werkbestand des Orchesters und unternahm Tourneen auch ins Ausland. 
1989 wurde Pawel Kogan Chefdirigent, der das Orchester neu orientierte und zunehmend auch Werke des europäischen und amerikanischen Repertoires aufführte, darunter die großen sinfonischen Zyklen von Beethoven bis Mahler. Weltweite Konzertreisen führten in die USA, nach Japan, China, Südkorea, Australien und Europa. Für die Konzertreihe des Orchesters mit sämtlichen Mahler-Sinfonien erhielt Kogan 1997 den Staatspreis der Russischen Föderation. Im April 2018 feierte das Orchester unter Kogan mit Werken von Brahms, Prokofjew und Alexander Skrjabin (Le Poème de l’Extase) im Moskauer Konservatorium sein 75-jähriges Bestehen, gefolgt 2018/19 von einer Tournee durch 20 Städte des Landes.

## Chefdirigenten
- Lew Steinberg (1943–1945)
- Nikolai Anossow (1945–1950)
- Leo Ginsburg (1950–1954)
- Mikael Terian (1954–1960)
- Weronika Dudarowa (1960–1989)
- Pawel Kogan (seit 1989)